# 净闲寺
淨閑寺（日语：／ Jyōkanji）是位於日本东京都荒川区南千住的淨土宗寺院。在吉原遊廓附近，因无依无靠的妓女死后「投入寺」知名。因为地处「三轮」，所以也叫做「三轮淨閑寺」。

## 历史
1655年（明历元年）创建，比吉原遊廓（1657年）早2年。
据说于吉原妓院街病死的妓女被送到淨閑寺，并冠以「某某卖女」的戒名埋葬，事实上没有这样的文字记载，近年的研究表明只有「自杀」、「胡乱發誓」、「逃跑」、「私通」、「吸食鸦片」等坏了吉原规矩的妓女才被会冠以「某某卖女」的戒名。这种情况下，死人被剥去衣服用破草蓆包裹扔到淨閑寺。因为怕死人作祟，所以被当作猫狗处理，使其灵魂落入畜生道。吉原380年的历史中共有25,000名妓女埋葬与此。
淨閑寺的网页上说，淨閑寺是安政大地震（1855年）埋葬大量遇难妓女之后才被称为投入寺的。

## 历史古迹
- 新吉原总灵塔：供养关东大地震、1945年3月10日东京大空袭时死去的妓女。
- 永井荷风文学碑、笔塚

## 所在地
東京都荒川区南千住2-1-12 